# Mentőhelikopter (televíziós sorozat)
A Mentőhelikopter (eredeti cím: Die Rettungsflieger) 1997–2007 között sugárzott német televíziós sorozat. Magyarországon először a TV2 mutatta be 2006. december 14-én.

## Cselekmény
A katonai mentőhelikopteres egység tagjai mind olyan fiatalok, akik a veszélyt és a különleges feladatok teljesítését választották életük céljául. Munkájuk során éppen ezért higgadtan és gyorsan kell dönteniük, mert emberéleteket kell menteniük.
A sorozat, a katonai mentőhelikopteres egység kalandjairól szól. A kezdetben lévő 4 főszereplő folyamatosan kicserélődik a sorozat folyamán. A legtöbb részben Oliver Hörner szerepel. Ő a 10. részben Érkezett Frank Stieren azaz Max helyére aki súlyos balesetet szenvedett.
- Pilóták: Alex majd Jens. Érdekesség hogy Jens korábban már feltűnt a sorozatban, akkor Alex helyett ugrott be.
- Technikusok: Max majd Wollcke. Maxról a balesete után nem hallani többet.
- Orvosok: Maren, távozása után Ilona aki balesete után már nem tér vissza és helyét Sabine veszi át.
- Szanitécek: Thomas az elejétől szerepel, de volt egy időszak amikor máshol dolgozott, helyette Torsten volt a csapat tagja. Thomas visszatértével Torsten elhagyta a csapatot. Thomas végleges távozása után Paul vette át a helyét aki egy szerencsétlen eset közben meghalt. Helyére Johnny érkezett. Érdekesség hogy Torsten még később két részre visszatért a sorozatba.

## Szereplők
| Színész         | Szerep                        | Magyar hang                 | Epizódok         |
| --------------- | ----------------------------- | --------------------------- | ---------------- |
| Matthias Leja   | Alexander Karuhn              | Haás Vander Péter           | 1-57, 73         |
| Frank Stieren   | Max Westphal                  | Czvetkó Sándor              | 1-9              |
| Gerit Kling     | Dr. Maren Maibach             | Kisfalvi Krisztina          | 1–20, 24–33      |
| Ulrich Bähnk    | Thomas Asmus                  | Kerekes József              | 1-3, 5-25, 36-53 |
| Nicolas König   | Jens Blank                    | Gáspár András               | 40-42, 56-108    |
| Oliver Hörner   | Jan Wollcke                   | Gáspár András, Dózsa Zoltán | 9-108            |
| Julia Heinemann | Dr. Ilona Müller              | Radó Denise                 | 21-23, 33-42     |
| Marlene Marlow  | Dr. Sabine Petersen           | Mitch Ildikó                | 43-108           |
| Tom Wlaschiha   | Torsten Biedenstedt           | Megyeri János               | 26–37, 62-63     |
| Rainer Sellien  | Paul Reinders                 | Breier Zoltán               | 54–71            |
| Patrick Wolff   | Johannes „Johnny“ von Storkow | Posta Viktor                | 72-108           |

## Epizódok
| Évad | Évad | Epizódok | Eredeti sugárzás     | Eredeti sugárzás   | Eredeti adó |
| Évad | Évad | Epizódok | Évadpremier          | Évadfinálé         | Eredeti adó |
| ---- | ---- | -------- | -------------------- | ------------------ | ----------- |
|      | 1    | 6        | 1998. január 27.     | 1998. március 3.   | ZDF         |
|      | 2    | 8        | 1999. január 20.     | 1999. március 10.  | ZDF         |
|      | 3    | 6        | 2000. április 5.     | 2000. május 10.    | ZDF         |
|      | 4    | 9        | 2000. szeptember 13. | 2000. november 22. | ZDF         |
|      | 5    | 10       | 2001. szeptember 19. | 2001. december 5.  | ZDF         |
|      | 6    | 10       | 2002. április 3.     | 2002. június 5.    | ZDF         |
|      | 7    | 12       | 2003. február 12.    | 2003. május 7.     | ZDF         |
|      | 8    | 15       | 2004. szeptember 15. | 2004. december 29. | ZDF         |
|      | 9    | 7        | 2005. március 16.    | 2005. április 20.  | ZDF         |
|      | 10   | 12       | 2005. szeptember 28. | 2005. december 14. | ZDF         |
|      | 11   | 13       | 2007. április 11.    | 2007. július 11.   | ZDF         |